# Ceylalictus muiri
Ceylalictus muiri là một loài Hymenoptera trong họ Halictidae. Loài này được Cockerell mô tả khoa học năm 1909.